# 菲利普夫市镇
菲利普夫市镇（波蘭語：Gmina Filipów）是波兰波德拉谢省的一个乡村型市镇，隶属于苏瓦乌基县，治所位于同名城市菲利普夫。总面积为150.35平方千米，截至2019年6月30日总人口为4332人。